# (4255) Spacewatch
(4255) Spacewatch ist ein Hauptgürtelasteroid, der am 4. April 1986 im Rahmen des Spacewatch-Projektes vom Kitt-Peak-Nationalobservatorium aus entdeckt wurde.
Der Asteroid wurde nach dem Spacewatch-Projekt benannt.